# Мунир, Нурулла
Шейх мавлави Нурулла́ Муни́р (пушту نورااللہ منیر‎ [nʊrʊˈlɑ muˈnɪr]) — афганский политический и религиозный деятель, министр образования Исламского Эмирата Афганистан (2021 — 2022).

## Биография
По происхождению — пуштун из провинции Пактика.

### Министр образования ИЭА
Занимая должность министра образования Исламского Эмирата Афганистан Мунир в начале сентября 2021 года в интервью «Аль-Джазире» заявил, что женщины смогут продолжить получать образование, но только в соответствии с нормами шариата. Также он отметил, что учебный план образовательных учреждений Эмирата будет приведён в соответствие с нормами шариата и местными традициями и обычаями, ввиду чего соответствующие им предметы, вроде физики, геологии, химии и технических дисциплин, останутся нетронутыми, тогда как в отношении других, вроде музыки, будут «предприняты необходимые шаги». 20 сентября 2022 года Нуррула Мунир был заменен Хабибуллой Ага.